# Laura Gilbert
Laura Gilbert ist eine US-amerikanische Flötistin und Musikpädagogin.
Gilbert studierte am Sarah Lawrence College und dem New England Conservatory of Music, erwarb Diplom und Mastergrad an der Juilliard School of Music und den Doktorgrad als Assistentin von Samuel Baron an der State University of New York. Ihre wichtigsten Lehrer waren neben Baron Julius Baker, Thomas Nyfenger und Keith Underwood. Sie unterrichtete Flöte und Kammermusik am Peabody Conservatory, dem Mannes College of Music, dem Harid Conservatory, am Purchase College, der Aaron Copland School des Queens College, und der Saint Ann’s School in Brooklyn. Seit 1997 ist sie außerdem eine der musikalischen Direktoren des Musikveranstalters Monadnock Music.
Als Flötistin trat Gilbert u. a. mit Mitgliedern des Marlboro Ensemble, des Alexander Schneider’s Brandenburg Ensemble, des Borromeo-, Brentano-, Saint Lawrence- und Ciompi-Streichquartetts, des Saint Luke’s Ensemble and Orchestra, des Metropolitan Opera Orchestra, des New York Philharmonic Orchestra und der Gruppe Speculum Musicae auf. Mit der griechischen Gitarristin Antigoni Goni gab sie eine Reihe folk-inspirierter klassischer Werke in Auftrag, die das Duo auf der Debüt-CD From the New Village einspielte.
Weiterhin ist Gilbert ist Mitglied der The Three Flute Moms sowie Gründerin und Mitglied des Aureole Trio (mit Mary Hammann und Stacy Shames), mit dem sie zwölf Alben für Koch International einspielte, deren erstes für mehrere Grammys nominiert wurde. Zudem veröffentlichte sie zwei Soloalben: The Flute Music of Serge Prokofiev und the Flute Music of Tōru Takemitsu.

## Diskografie
- Music of Melinda Wagner, 2011
- The Beautiful Beatles (Aureole Trio), 2009
- Zodiac: Mathias, Bax, Bach, Bennett (Aureole Trio), 2008
- Celtic Grace (Aureole Trio)
- Gilbert, Laura & Goni, Antigoni: Songs And Dances From The New Village, 2007
- Kernis: Simple Songs; Valentines; Songs of Innocents, 2007
- Suenos de Amor (Aureole Trio), 2004
- Christmas Wishes (Aureole Trio), 2003
- Auréole plays Tavener, Birtwhistle  (Aureole Trio und Heidi Grant Murphy), 2001
- Takemitsu: Towards the Sea III (Aureole Trio), 2000
- Flashbacks I: Music of Mario Davidovsky, 2000
- Dreamscape: Lullabies (Aureole Trio und Heidi Grant Murphy), 1999
- Auréole Trio plays Maw, Bennett (Aureole Trio), 1998
- Sergei Prokofiev: Flute Sonata, Vision Fugitives, Five Melodies, 1993
- The Kairn Of Koridwin: The Music of Charles Griffes, 1994
- Auréole plays Debussy, Ibert, Ravel, Devienne, Fauré (Aureole Trio),  1992
- Auréole plays Genzmer, Gubaidulina (Aureole Trio), 1991
- The Girl with the Orange Lips, 1991